# 하야카켄

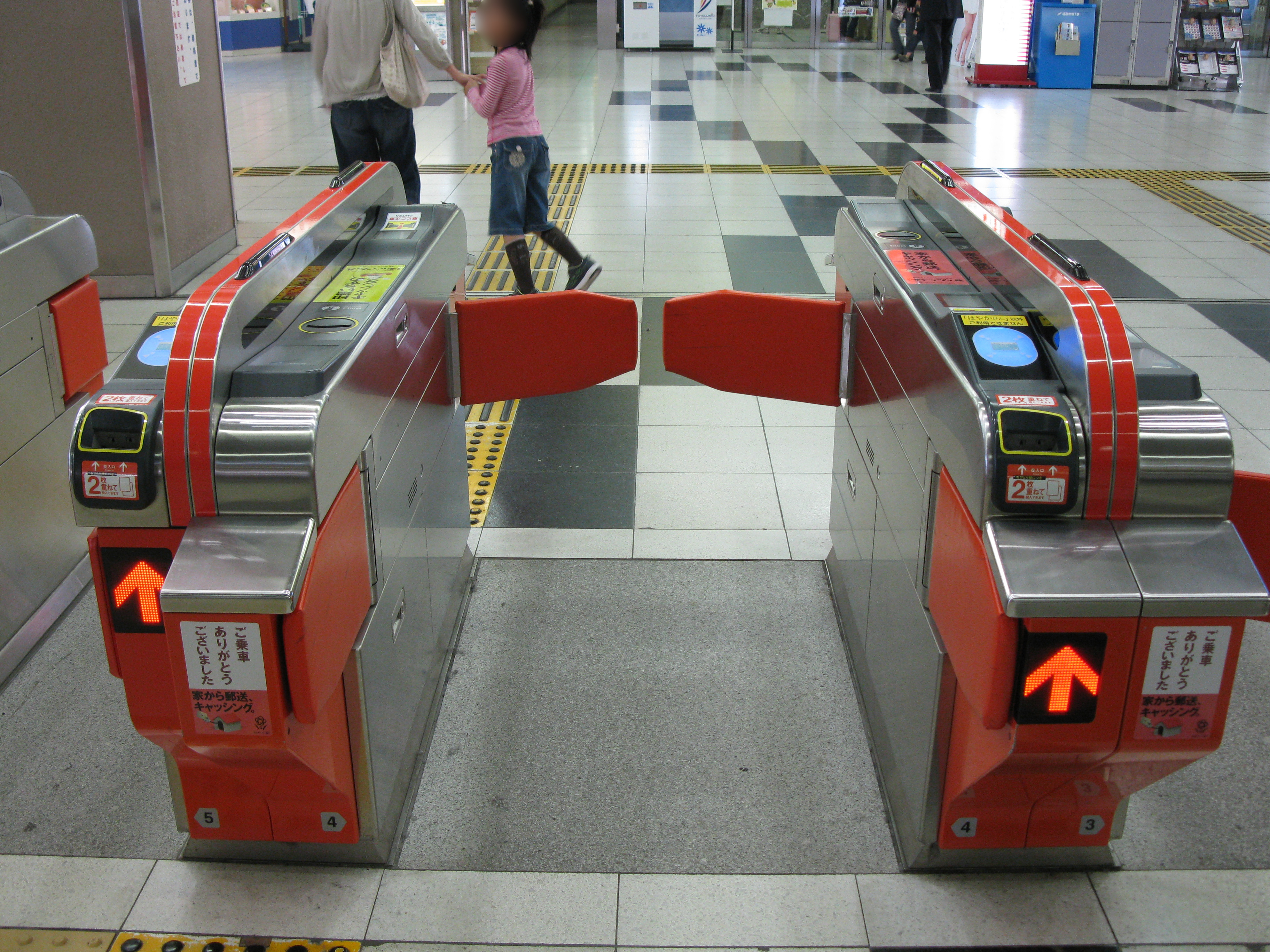
하야카켄 전용 자동개찰기 (메이노하마역)

하야카켄(일본어: はやかけん)은 후쿠오카 시 교통국 (후쿠오카 지하철)이 2009년 3월 7일부터 도입한 자동 제어 규격의 IC 카드 승차권이다. 2010년 11월말 기준으로 발행 매수는 약 27만장이다.